# Krystian Bielik
Krystian Bielik (Konin, 4 de janeiro de 1998) é um futebolista polonês que atua como zagueiro. Atualmente joga pelo West Bromwich.

## Carreira no clube

### Legia Varsóvia
Bielik começou a jogar futebol pelo clube de sua cidade natal, Górnik Konin, antes de ser descoberto pelos olheiros do Lech Poznań em 2012, e mais tarde ingressou na academia de desenvolvimento. Ele venceu o Campeonato Polonês Sub-17 com o clube no início de 2014. No entanto, em julho de 2014, Bielik se juntou aos arquirrivais do Lech, Legia Varsóvia, por 50.000 zł (£9.000), e em 24 de agosto, ele fez sua estreia na Ekstraklasa contra o Korona Kielce.

### Arsenal

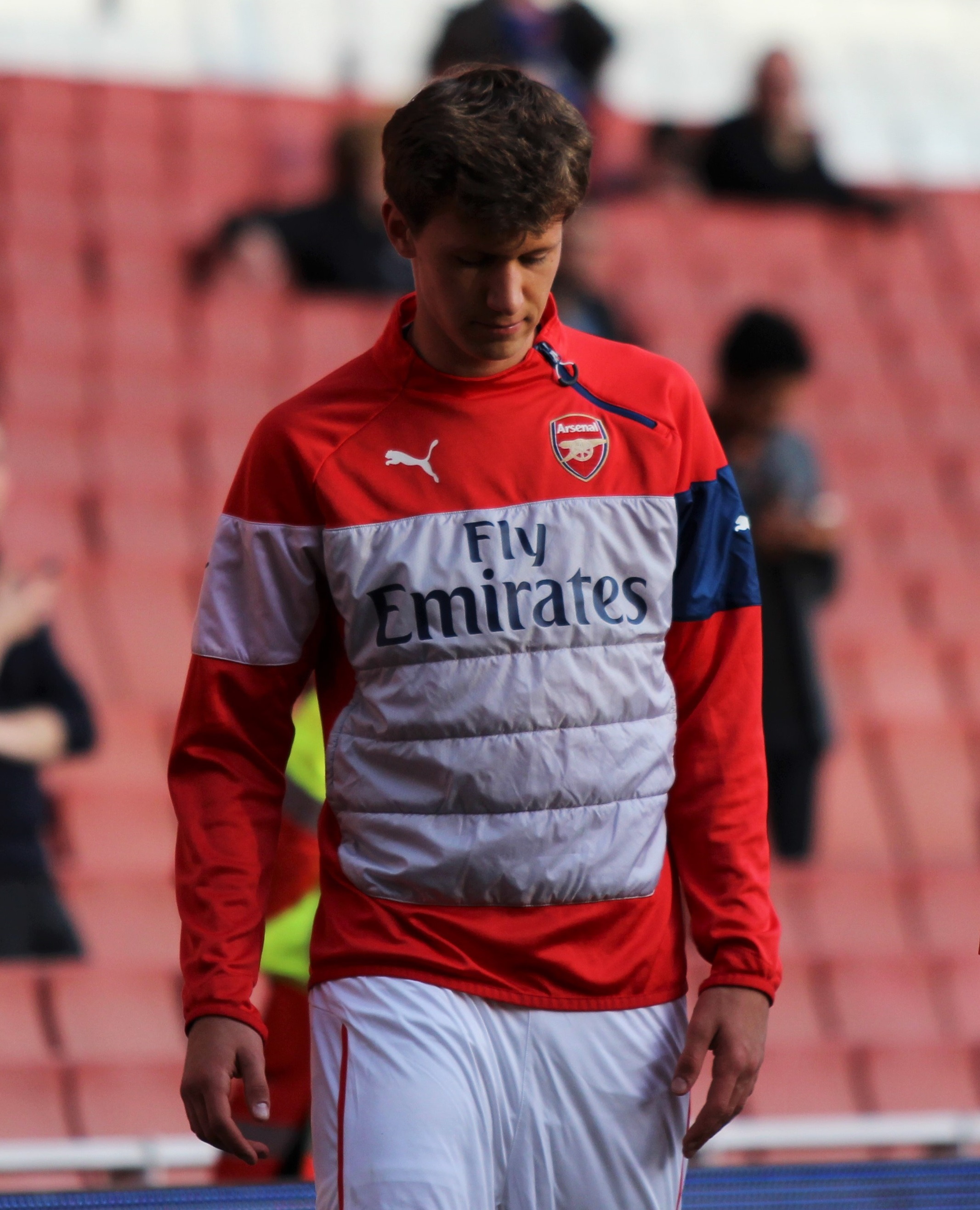
Bielik com o Arsenal em 2015

Em 21 de janeiro de 2015, o Arsenal contratou Bielik por um valor reportado de £2,4 milhões; o valor não foi divulgado oficialmente.
Bielik fez sua estreia no Arsenal na quarta rodada da Copa da Liga Inglesa em 27 de outubro de 2015, substituindo o também estreante Glen Kamara após 60 minutos em uma derrota por 3 a 0 contra o Sheffield Wednesday. Ele foi membro da equipe sub-21 do Arsenal que alcançou a final do play-off da Premier League Sub-21 de 2015–16, realizada no Emirates Stadium em maio de 2016, na qual derrotou o Aston Villa por 3–1.

#### Birmingham City (empréstimo)
Em 31 de janeiro de 2017, Bielik assinou com o Birmingham City por empréstimo até o final da temporada 2016–17. Ele fez sua estreia como titular contra o Preston North End em 14 de fevereiro, e jogou toda a partida em que o Birmingham perdeu por 2–1. Sua próxima aparição foi dez dias depois, como substituto, depois que o zagueiro Paul Robinson foi expulso na vitória por 2 a 0 contra o Wolverhampton Wanderers.

#### Walsall (empréstimo)
Uma lesão no ombro que exigiu cirurgia impediu que Bielik fosse emprestado na janela de transferências do verão de 2017, mas em 31 de janeiro de 2018, ele assinou com Walsall da League One por empréstimo até o final da temporada.

#### Charlton Athletic (empréstimo)
Em 16 de agosto de 2018, Bielik ingressou no Charlton Athletic por empréstimo de uma temporada. Seu primeiro gol deu ao Charlton uma vitória por 2 a 1 contra o Southend United em 1º de setembro. Ele marcou nas semifinais do play-off da League One contra o Doncaster Rovers, e foi premiado como o melhor em campo na final contra o Sunderland, uma vitória por 2–1 no Estádio de Wembley pela qual o Charlton Athletic garantiu a promoção a EFL Championship.

### Derby County
Em 2 de agosto de 2019, Bielik ingressou no Derby County em um contrato de cinco anos. O valor total não foi revelado, mas relatada pelo Telegraph como uma taxa inicial abaixo do valor recorde do Derby paga de £ 8 milhões, além de cláusulas relacionadas ao desempenho que poderiam levá-lo aos £10 milhões.
Em janeiro de 2020, Bielik foi substituído em uma partida da equipe sub-23 com o que provou ser uma lesão no ligamento cruzado anterior. Isso o manteve fora de ação pelo restante da temporada 2019-20. Bielik voltou à ação em novembro de 2020, retornando em uma derrota em casa por 2 a 0 para o Barnsley, que viu o Derby cair para o último lugar do campeonato. Ele marcou seu primeiro gol pelo Derby na vitória por 4 a 0 sobre o Birmingham City em 29 de dezembro.
Em 30 de janeiro de 2021, Bielik sofreu outra lesão que o manteve afastado pelo resto do ano. Bielik fez seu tão esperado retorno um ano desde o dia em que o sofreu a lesão, saindo do banco e marcando aos 96 minutos, enquanto o Derby empatava em 2–2 com o Birmingham City. Ele fez 15 partidas até o final da temporada, na qual o Derby foi rebaixado para a Football League One.

#### Retorno ao Birmingham City por empréstimo
Bielik voltou ao clube do campeonato Birmingham City em 29 de julho de 2022 por empréstimo para a temporada 2022–23.

### West Bomwich
No dia 14 de agosto, foi anunciado como reforço do West Bromwich. O zagueiro polonês assinou com o clube um contrato válido por três temporadas.

## Carreira internacional
Bielik foi convocado para a seleção da Polônia para o Campeonato da Europa de Sub-21 de 2017, mas não jogou.
Foi convocado para o Campeonato da Europa de Sub-21 de 2019, onde marcou dois gols em três jogos.
Bielik foi convocado pela primeira vez para a seleção principal da Polônia para as eliminatórias da UEFA Euro 2020 em setembro de 2019. Ele fez sua estreia em 6 de setembro de 2019 como substituto aos 70 minutos na derrota por 2 a 0 para a Eslovênia, e começou como titular três dias depois em um empate sem gols com a Áustria.